# Scincella macrotis
Scincella macrotis là một loài thằn lằn trong họ Scincidae. Loài này được Steindachner mô tả khoa học đầu tiên năm 1867.